# ハンス・フィルビンガー

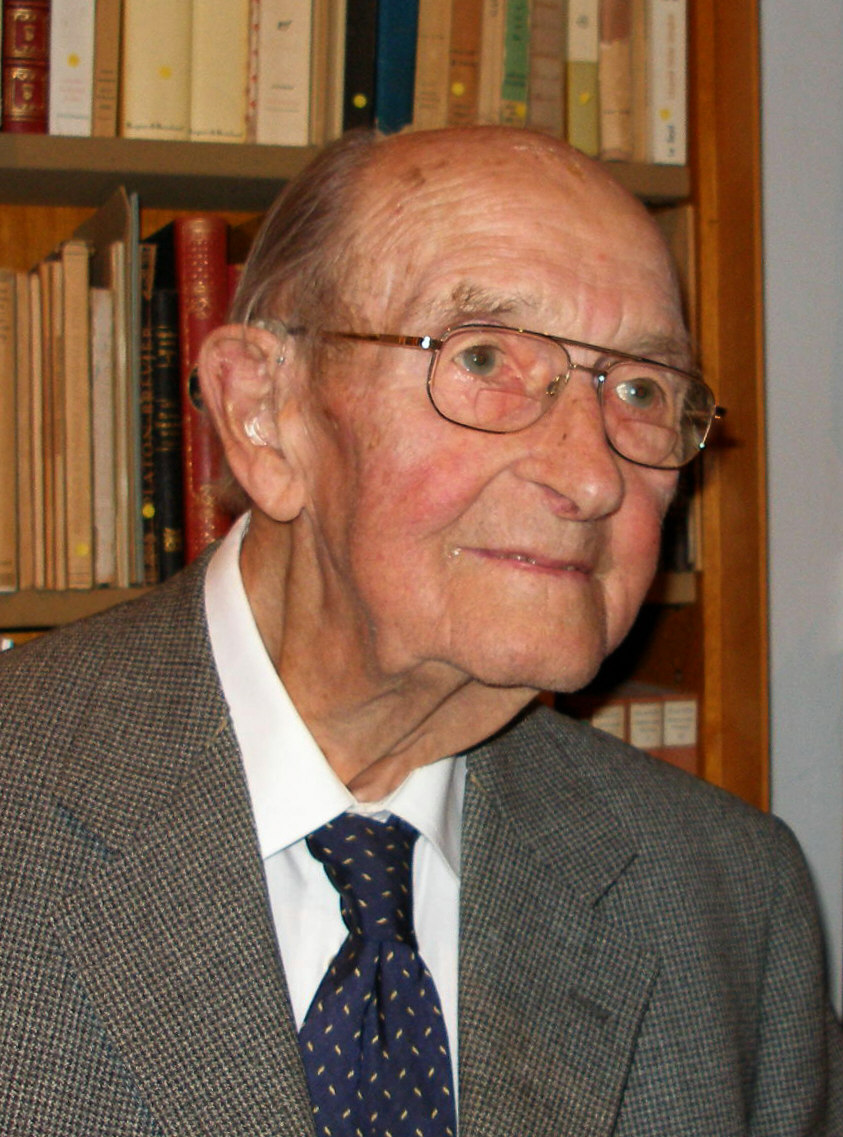
ハンス・カルル・フィルビンガー

ハンス・カルル・フィルビンガー（Hans Karl Filbinger、1913年9月15日 -  2007年4月1日）は、ドイツ（西ドイツ）の政治家。
1960年代から1970年代にかけてキリスト教民主同盟（CDU）の幹部として活躍した。CDU副党首、1966年から1978年までバーデン＝ヴュルテンベルク州首相、初代CDUバーデン＝ヴュルテンベルク州議長などを歴任。1973年から1974年には連邦参議院議長を務めた。
第二次世界大戦中、海軍法務官として勤務したが、この時の経歴を問われて、バーデン＝ヴュルテンベルク州首相、CDU州議長を辞した。CDU州名誉議長。この他、保守系シンクタンク「シュトゥーディエンツェントルム・ヴァイケルスハイム」 Studienzentrum Weikersheimを設立し、1997年まで会長を務めた。